# Куракино (Тульская область)
Кура́кино — село в Киреевском районе Тульской области России.
В рамках административно-территориального устройства входит в Новосельский сельский округ Киреевского района, в рамках организации местного самоуправления включается в сельское поселение Шварцевское.

## География
Село расположено в котловине, замкнутой с трёх сторон возвышенностями, при впадении речки Сухой Гати в Шат, при Сызрано-Вяземской железной дороге. Оно находится в 21 километре от Тулы и в 41 километре от Богородицка.

## Население
Население — 206 чел. (2010).

## История
Прежнее давнее название села Румянино сменилось не ранее 1770 г. Куракиным. То и другое названия произошли от местных вотчиников — Румянцева и Куракина, преемственно владевших этим селом. Кто были эти первые владельцы села — неизвестно. Может быть они из рода знаменитых людей Екатерининского времени — Румянцева и Куракина. Название Куракино утвердилось за селом, название же Румянино исчезло из народной памяти.
Время возникновения местного церковного прихода неизвестно. В 1895 году он состоял из села и деревни Гатни, Марьиной в трёх верстах от храма, Новоселейной в пяти верстах и Дедиловских выселок — Изрога тоже в двух верстах. Всех прихожан числилось 1201 душ мужского населения и 1219 женского. В то время главным занятием жителей этой местности было земледелие.
Сосуществовавший в приходе деревянный храм построен в 1770 году. К 1886 году он совершенно обветшал и вместо него начато строительство нового каменного храма с тремя престолами: холодный в честь Покрова Пресвятой Богородицы, тёплый в трапезной в честь пророка Илии и святого Александра Невского, освящённого в 1890 году. Постройка нового храма велась на средства прихожан и значительными пожертвованиями дворян Ивашкиных и князя и княгини Оболенских. Притч состоял из священника, дьякона и псаломщика. Из притча этого села вышел Тихон, епископ Саратовский, а потом Волынский. Во время пожара в доме Павла Троицкого в 1822 году, он чуть не сгорел. Двухлетнего мальчика Александра, сонного выбросили из окна. 
Прежний деревянных храм был разобран и на его месте устроена часовня в которой заложен престол старого храма.
Имелась церковная земля: усадебной — 3 десятины, полевой  — 28 десятин, сенокосной  — 3 десятины. В приходе существовало три земские школы: с 1876 года в самом селе, с 1884 года в деревне Изроге, и с 1887 года в деревне Марьинке. В связи с постройкой железной дороги, проходившей по церковной земле, было отчуждено 1,5 десятины земли.